# Josep Vinyes i Sabatés
|  | No s'ha de confondre amb Josep Vinyes Camplà. |

Josep Vinyes i Sabatés (Berga, 31 d'octubre del 1904 - Barcelona, 17 de gener de 1995) va ser un estudiós, il·lustrador, fotògraf i col·leccionista de circ. Va ser membre de la Union des Historiens du Cirque i autor de nombroses col·laboracions per a, entre altres revistes, Circo i Immaginifico (Itàlia) i Le Cirque dans l'Univers (França).

## Biografia
Josep Vinyes era fill del procurador als tribunals, periodista i polític carlí Pere Vinyes, i de Salvadora Sabatés, amb qui es casà en segones núpcies. El germà gran de Josep Vinyes era l'escriptor i dramaturg Ramon Vinyes i Cluet (1882–1952), «el sabio catalán» que García Márquez homenatja a Cien años de soledad.
A més de la dedicació intel·lectual al circ, Josep Vinyes va col·laborar com a dibuixant, caricaturista, il·lustrador i fotògraf en diverses revistes i publicacions, entre les quals hi ha els setmanaris Papitu i L'Esquella de la Torratxa. De les seves exposicions individuals destaca Exposición Antológica del Circo (IV Congrés Internacional d'Amics del Circ, Galeria Jaimes, Barcelona, setembre 1968). Va col·laborar amb el titellaire Ezequiel Vigués, Didó, amb textos, decorats i figurins per a l'obra de titelles en 7 quadres El circ Bum-Bum.

## Llegat
La seva col·lecció (fotografies, cartells, programes de mà, objectes, llibres i documents diversos) està exposada al Museu del Circ Josep Vinyes (Berga) i una part dels negatius fotogràfics es troba a la Circus Arts Foundation (Figueres).
Josep Vinyes va conservar el llegat documental del seu germà Ramon, que es pot consultar a la Biblioteca Ramon Vinyes de Berga. El fill de Josep Vinyes i Lluïsa Riera, Ferran (1941–1999), va destacar com a caricaturista i comentarista taurí i de boxa.
Va conjuminar la dedicació al circ amb un gran interès per la cultura popular. Amb arguments de caràcter antropològic, sostenia la tesi que la corrida, els castellers i la Patum de Berga són assimilables a l'espectacle circense.
A causa del poc prestigi social del circ en les últimes dècades del segle xx, Vinyes va publicar relativament poc i, malauradament, molts dels seus textos (entre els quals una història del circ a Barcelona) han romàs inèdits.

## Publicacions
- Charlie Rivel. Barcelona: Edicions de Nou Art Thor, 1983. (Col·lecció Gent nostra)[1]
- Charlie Rivel. Edició bilingüe francès-alemany. Sorvilier (Suïssa): Editions de La Gardine, 1992. (Les cahiers de cirque; 4)[1]
- Circo Olympia. Historia de una pista. (Mecanoscrit inèdit de 20 pàgines, en espanyol, amb 2 fotografies del Circ Olympia i una de l'autor a les ruïnes de l'amfiteatre d'Empúries. Ex-libris August Santacana. És, possiblement, un dels estudis que els membres de la Union des Historiens du Cirque lliuraven anualment com a quota a l'organització). Barcelona: 1958.[1]
- El caballo en los toros. (Mecanoscrit de 29 pàgines, en espanyol, amb 8 fotografies d’espectacle, cartells i gravats. Ex-libris Christian Oger. És, possiblement, un dels estudis que els membres de la Union des Historiens du Cirque lliuraven anualment com a quota a l’organització). París: UHC, 1959.[1]
- Circusiana. Amb dibuixos de Joan Soler-Jové. Barcelona: Gràfiques Canuda, 1993.[1]